# 卓木玉莫峰
卓木玉莫峰是喜马拉雅山脉的一座山峰，位于中国西藏自治区和印度锡金邦的边界上，海拔为6,829米（22,405英尺）。山名中的“卓木”在藏语中意为“女神”。

## 历史
1911年，苏格兰登山家亚历山大·凯拉斯在夏尔巴向导的帮助下首次攀登了卓木玉莫峰。